# Bloxd.io
Bloxd.io(ブロックスド.アイオー)は、ビデオゲームの一種で、2021年1月頃にblxodhop.ioとしてリリースされた。そして2023年4月17日にBloxd.ioへと名前を変更･サイトURLを変更した。
ゲームURL:
XXXXXXXXX

## ゲームモード
サバイバル